# Missione Socorro
Nuestra Señora de la Purísima Concepción del Socorro è una missione francescana che si trova nei pressi di Socorro, sulla 328 S. Nevarez Road, a sud di El Paso sulla I-10 a Moon Rd. e FM 258.

## Storia e descrizione
L'attuale "missione Socorro" fu costruita attorno al 1840 per sostituire una precedente missione del XVIII secolo, fondata nel 1682 dai francescani per servire i nativi americani (Piro, Tano e Jemez) fuggiti dal Nuovo Messico durante la rivolta dei Pueblo e andata distrutta nel 1829 da un'inondazione del Rio Grande.
La missione, costruita in adobe con stucco, è interessante soprattutto per i suoi interni. Le decorazione e le fini pitture risalgono al XVIII secolo, e furono riutilizzate quando fu costruita la chiesa tuttora esistente. I numerosi dettagli e l'uso di elementi decorativi della missione Socorro mostrano forti relazioni con le tradizioni edilizie del Nuovo Messico spagnolo del XVII secolo.
Nella missione si trova una copia della Pietà di Michelangelo, una delle sole 112 autorizzate quale copia del capolavoro michelangiolesco del 1499, sito nella Basilica di San Pietro a Roma.